# Храм Мут

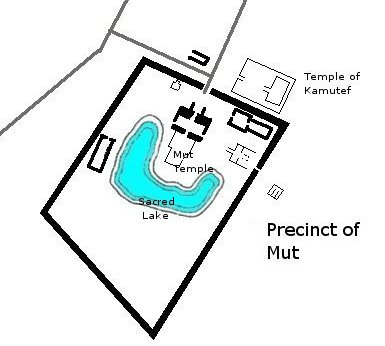
План

Храм Мут — храм у Єгипті, що зберігся і понині, так звана обитель давньоєгипетської богині Мут в Карнаку (Луксор). Комплекс споруд знаходиться в кілометрі на південь від Карнакського храму. Займана площа — близько 20 акрів. Центральну будівлю оточує існуюче з давніх часів природне озеро.
Великий внесок в облаштування храму внесла жінка-фараон Хатшепсут (XV століття до н. е.).
Перші замальовки руїн і план храму були зроблені під час походу Наполеона в Єгипет в 1798—1801 роках .
У 1842 і 1845 роках тут проводив малоуспішні археологічні дослідження французький учений Огюст Маріетт.
У 1895—1897 роках тут проведені археологічні дослідження англійками Маргарет Бенсон і Джанет Гурлей.
Археологічні дослідження тут поновилися лише в 1920 році.
Нині дослідженнями тут (з 1976) займається експедиція Бруклінського музею (США).